# Gustaf Löfgren
Gustaf Löfgren, född 13 augusti 1895 i Helsingborg, död 12 december 1969, var en svensk ingenjör. 
Löfgren, som var son till läroverksadjunkt Gustaf Löfgren och Stina Ericsson, utexaminerades från Kungliga Tekniska högskolan 1919. Han var anställd i Vattenfallsstyrelsen 1919–1928, avdelningsingenjör i Lanforsens Kraft AB 1928–1931, i Krångede AB 1931–1938, överingenjör där 1938–1946 och professor i elektrisk anläggningsteknik vid Kungliga Tekniska högskolan 1945–1962. Han var ordförande i Svenska konsulterande ingenjörers förening från 1958. Löfgren är begravd på Nya kyrkogården i Helsingborg.